# Тетевен
Те́тевен (болг. Тетевен) — місто в Ловецькій області Болгарії. Адміністративний центр общини Тетевен.
У місті перебуває одне із чотирьох архієрейських намісництв Ловчанської єпархії БПЦ.

## Населення
За даними перепису населення 2011 року у місті проживали 9806 осіб.
Національний склад населення міста:
| Національність   | Кількість осіб | Відсоток |
| ---------------- | -------------- | -------- |
| болгари          | 8587           | 93,8 %   |
| цигани           | 482            | 5,3 %    |
| турки            | 9              | 0,1 %    |
| інша             | 24             | 0,3 %    |
| не визначились   | 48             | 0,5 %    |
| Всього відповіли | 9150           |          |

Розподіл населення за віком у 2011 році:
Динаміка населення:

## Уродженці
- Васіл Варбанов (* 1950) — болгарський офіцер, генерал-майор.
- Людмила Сланєва (* 1975) — болгарська співачка та акторка.